# أوركسيلاوس الثاني ملك مملكة قورينائية
اركسيلاوس الثاني ملك مملكة قورينائية (باليونانية: Ἀρκεσίλαος ὁ Χαλεπός)‏ التي تقع في الجبل الأخضر في ليبيا اليوم: الملك أركسيلاوس الثاني، الملقب بالطاغية، الشديد أوالقاسي. ولد الملك اركسيلاوس الثاني سنة 600 قبل الميلاد وتوفي سنة 550 قبل الميلاد، وهو رابع ملك يحكم مملكة قورينائية. امتد حكمه بين 560 و 550 قبل الميلاد. كان من سلالة باتيادي التي حكمت في الأعوام 630 إلى 460 قبل الميلاد، والتي بدأت في عهده في الانحدار. قتل خنقا علي يد شقيقه ليرخوس

## النسب
كان اركسيلاوس الثاني ملك مملكة قورينائية نجل ثالث ملك لقورينا باتوس الثاني ، في حين أن والدته غير معروفة. كانت عمته من الأب الأميرة كريتولا وكان جده من الأب الثاني الملك اركسيلاوس الاول كانت زوجة اركسيلاوس الثاني ملك مملكة قورينائية أريكسو ابنة عمه، وكانت أصغر أبناء كريتولا. تزوج اركسيلاوس من اريكسو قبل أن يموت والده باتوس الثاني. توفي والده عام 560 ق.م وصعد أركسيلاس العرش. ولد لأركسيلاوس وأريكسو طفل سيصبح فيما بعد ملك قورينائية باتوس الثالث. يذكر فلوطرخس أن أخا أريكسو الأكبر كان يدعى بولياركوس، وكان لأاركسيلاوس ابن عم آخر يدعى بوالارهوس وأبناء عمومة ذكور آخرين، لم يذكرالمؤرخ أسمائهم.

## الحياة
يذكر فلوطرخس أن شخصية الملك اركسيلاوس كانت مختلفة عن شخصية والده، وحصل على لقب الظالم أو القاسي الشديد لأن شخصيته ومظهره كانا رواسب وعرة. خلال عهد والده، بنى الملك اركسيلاوس تحصينات، "حول المدن وأصبح معروفًا في جميع أنحاء مملكة قورينائية للقيام بذلك.

## الصراع مع ليرخوس
عندما أصبح اركسيلاوس ملكاً كان لديه رجل مستشاره يسمى ليرخوس . يذكر هيرودوت أن ليرخوس كان شقيقه، لكن فلوطرخس يذكر أن ليرخوس كان صديقًا شريرًا وغير مهذب اتبع اركسيلاوس مشورات ليرخوس واصبح طاغية وفي نفس الوقت كان ليرخوس يتآمر سراً ليصبح ملكًا جديدًا لبرقة لكن اركسيلاوس الملك اكتشف مخطط ليرخوس وأمر بنفي ليرخوس غادر ليرخوس وانصاره من قورينائية وأنشأوا مستوطنة خاصة بهم تسمى مدينة باركي (المرج حاليا) خلال هذه الفترة تمكن ليرخوس المستشار من إقناع الليبيين المحليين بسحب ولائهم من مملكة قورينائية وتشجيعهم على القدوم معه وإعلان الحرب على الملك اركسيلاوس الثاني. تمكن اركسيلاوس من قمع التمرد وانسحب ليرخوس وأنصاره، وطاردتهم قوات اركسيلاوس حتى لوكين (موقع غير معروف) وهزمهم، وخسر في هذه المعارك ما يقارب الـ 7000 جندي هيبوليت

## الموت والدفن
بعد المعركة بوقت قصير مرض اركسيلاوس بالقرب من لوكين بعد شرب مشروب سام يحتوي على سم سمكة تسمى أرنب البحر التي كانت وفقا فلوطرخس مميتة. خنق ليرخوس اركسيلاوس حتى الموت في سنة 550 قبل الميلاد. عاد ليرخوس إلى قورينا عاصمة مملكة قورينائية وحاول أن يستولي على السلطة، ولكن إريكسو وبولياركوس نجحتا في قتله. ثم أعلن بولياركوس باتوس الثالث ملكًاـ و أعيدت جثة أركسيلاوس الملك إلى قورينا عاصمة مملكة قورينائية ودفن في مقبرة عائلة والده.